# 제임스 B. 롱에이커

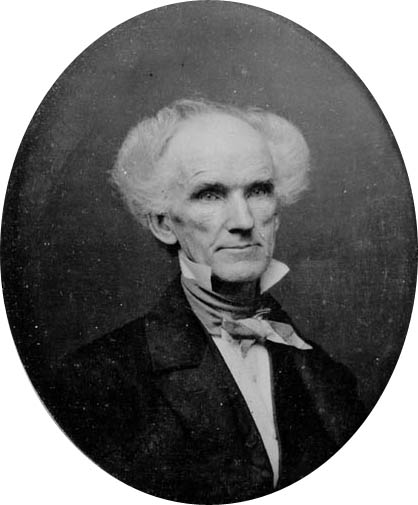
1855년 초상화

제임스 바턴 롱에이커(영어: James Barton Longacre, 1794년 8월 11일 ~ 1869년 1월 1일)는 미국의 초상화가이자 조각사였으며, 1844년부터 사망할 때까지 미국 조폐국의 4번째 수석 조각사였다. 롱에이커는 1859년부터 쓰이기 시작한 인디언 헤드 센트 동전과 19세기 중반의 쉴드 니켈, 플라잉 이글 센트 및 기타 동전 디자인으로 가장 잘 알려져 있다.
롱에이커는 1794년 펜실베이니아주 델라웨어군에서 태어났다. 12세에 필라델피아로 도망쳐 서점에서 견습생이 되었다. 그의 예술적 재능이 발전하여 그는 조각 회사의 견습생이 되었다. 그는 1819년에 독립하여 인기 있는 전기 서적에 삽화를 제공하면서 이름을 알렸다. 그는 당시의 지도자들을 묘사했다. 사우스 캐롤라이나 상원 의원 존 캘훈과 같은 일부의 지원으로 그는 1844년 크리스티안 고브레히트(Christian Gobrecht)가 사망한 후 수석 조각사로 임명되었다.